# Ur-Nivellement

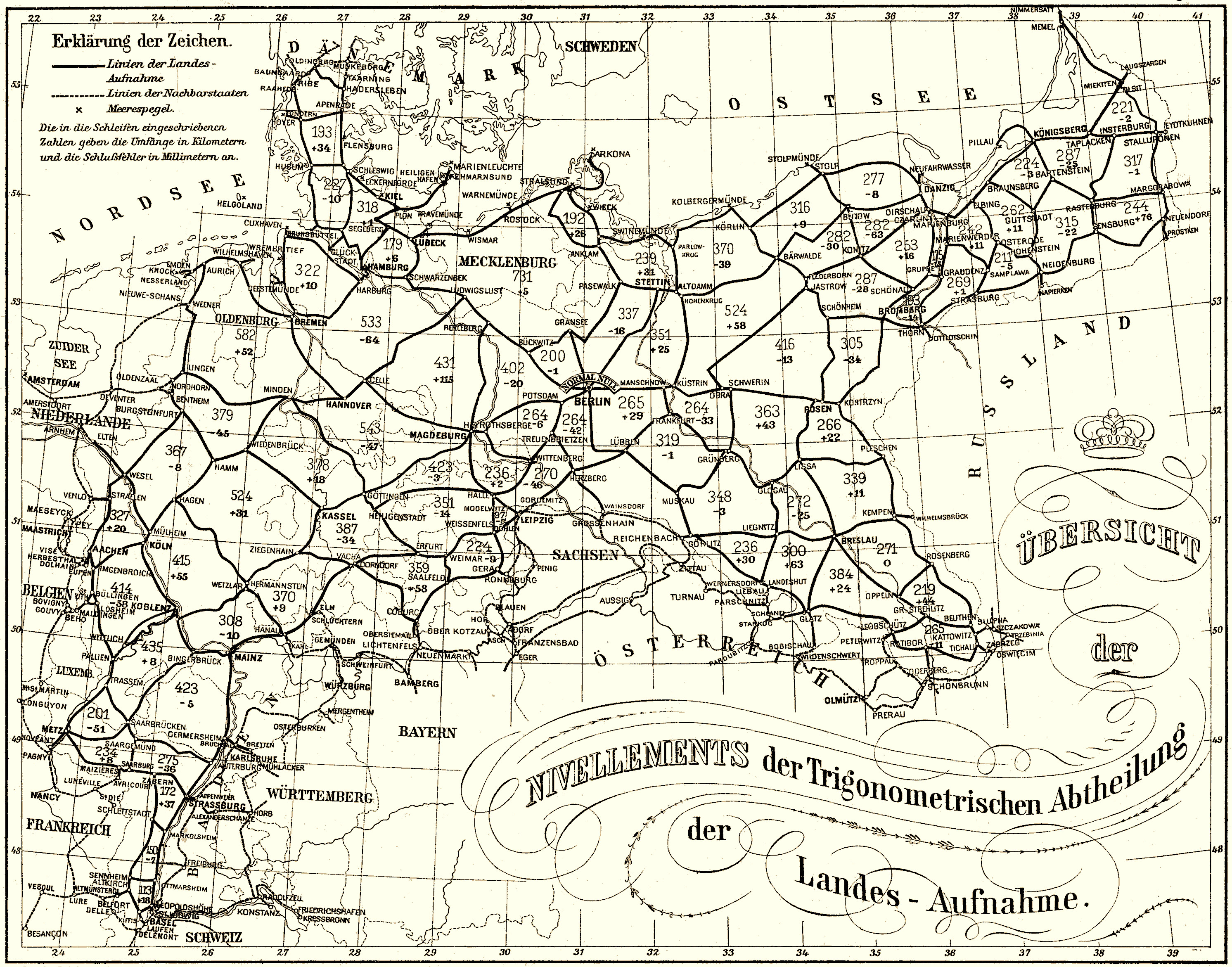
Die Nivellements der trigonometrischen Abteilung der Königlich Preußischen Landesaufnahme bis 1894

Als Ur-Nivellement werden die umfangreichen geometrischen Nivellements der Trigonometrischen Abteilung der Königlich Preußischen Landesaufnahme in den Jahren 1868 bis 1894 bezeichnet, die später auch in anderen Ländern des Deutschen Reiches wie Baden, Bayern, Mecklenburg, Sachsen und Württemberg zum Anschluss der Nivellements an den Bezugshorizont des in Berlin für das Königreich Preußen geschaffenen Normalhöhenpunkt 1879 geführt haben. Die ersten Versuche im Jahr 1867 waren noch unbefriedigend, sodass die ausführenden Geometer (Nivelleure) wegen der schlechten Ergebnisse entlassen wurden.
Insbesondere unter der Leitung von Oskar Schreiber, der eigene Erfahrungen beim Nivellement zwischen Magdeburg und Braunschweig gesammelt hatte, werden die Präzisionsnivellements organisatorisch und technisch verbessert und lieferten auch schon ab dem Jahr 1868 zufriedenstellende Ergebnisse.

## Ausgangspunkt
Durch besondere Messungen in den Jahren 1875 und 1876 wurde Normal-Null (NN) in Beziehung zum Amsterdamer Pegel gebracht und als Preußischer Landeshorizont durch den Normalhöhenpunkt 1879 an der früheren Sternwarte in Berlin festgelegt.

## Nivellement (Einteilung und Verfahren)
Bei den Nivellements der Trigonometrischen Abteilung der Königlich Preußischen Landesaufnahme ab 1868 sind mit Blick auf die Genauigkeit die Kategorien Haupt-Nivellement und Signal-Nivellement streng zu trennen.

## Berechnung
Die Berechnung und Ausgleichung erfolgte in Teilnetzen. Einen ersten Eindruck von der Abgrenzung der Gebiete vermittelt die Übersichtskarte mit dem historischen Linienverlauf in den einzelnen Teilnetzen, veröffentlicht in ursprünglich acht Bänden.

## Dokumentation und Veröffentlichung

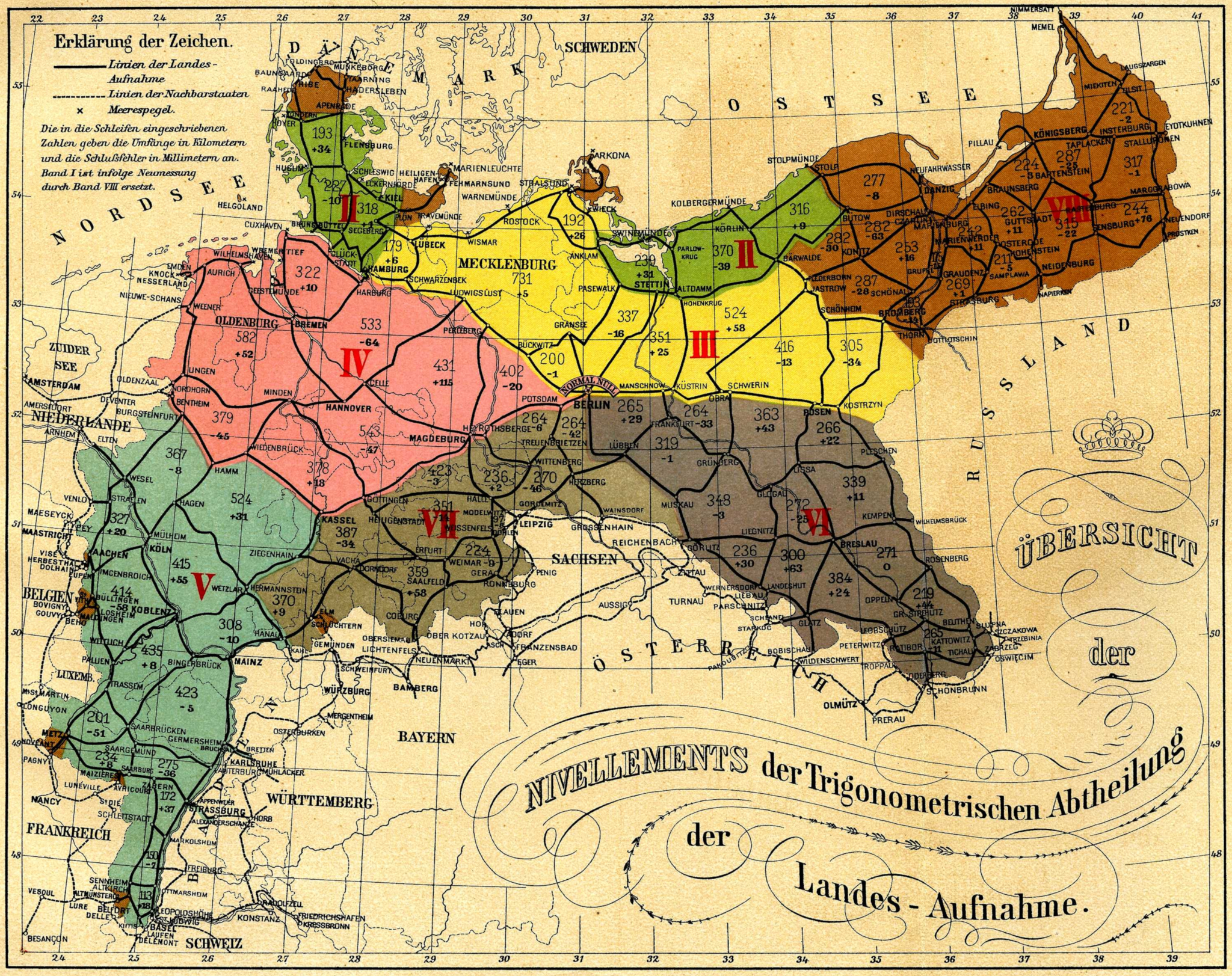
Aufteilung der Bände – Übersichtskarte mit Teilnetzen und Verlauf der Nivellementlinien (Erscheinungsjahr 1870–1894).

Die Ergebnisse der Arbeiten wurden sorgfältig und umfassend dokumentiert. Die Resultate sind entsprechend dem Arbeitsfortschritt in insgesamt acht Bänden veröffentlicht worden. Die Bände 1 bis 3 haben den Titel „Nivellements und Höhenbestimmungen der Punkte erster und zweiter Ordnung“, die Bände 4 bis 8 den Titel „Nivellements der Trigonometrischen Abteilung der Landesaufnahme“. Der erste Band ist im Jahr 1870 und der letzte 1894 erschienen.
Neben den Höhenzahlen aller durch Nivellement bestimmten Festpunkte enthalten diese Bände ausführliche Darstellungen der Methode der Messung, der Ausgleichungs- und Fehlerrechnung, der Entstehung von Normal-Null und sonstige Angaben. Während die veröffentlichten Höhenzahlen bald veralteten, behalten die meist im Text verstreuten Erläuterungen ihren Wert als Dokumentation der Entwicklung des geometrischen Nivellements während dieses langen Zeitraums.
Für den praktischen Gebrauch durch Techniker und Ingenieure waren diese Bände zu unhandlich und teuer. Einen ersten Versuch, den Anforderungen der Praxis entgegenzukommen, bildeten die vom „Bureau des Zentraldirektoriums der Vermessungen“ bearbeiten und als „Auszüge aus den Nivellements der Trigonometrischen Abteilung der Landesaufnahme“ in den Jahren 1886 bis 1889 erschienenen nicht amtlichen sechs Hefte. In diesen Zeitraum fallen aber auch umfangreiche Veränderungen durch Einfügen von Höhenmarken und Mauerbolzen auf bereits gemessenen Linien. Die in rascher Folge herausgegebenen Nachträge führen zunehmend zur Unübersichtlichkeit, und der Umfang des einzelnen Heftes war wegen der gewählten Gebietsabgrenzung zu groß.
Deshalb veröffentlichte die Trigonometrische Abteilung nach der Fertigstellung des Gesamtnetzes die Ergebnisse in dreizehn handlichen Heften mit dem Titel „Die Nivellements-Ergebnisse der Trigonometrischen Abteilung der Königl. Preußischen Landesaufnahme“. Die ersten zwölf Hefte erschienen in den Jahren 1896 bis 1898, Heft 13 im Jahr 1900.

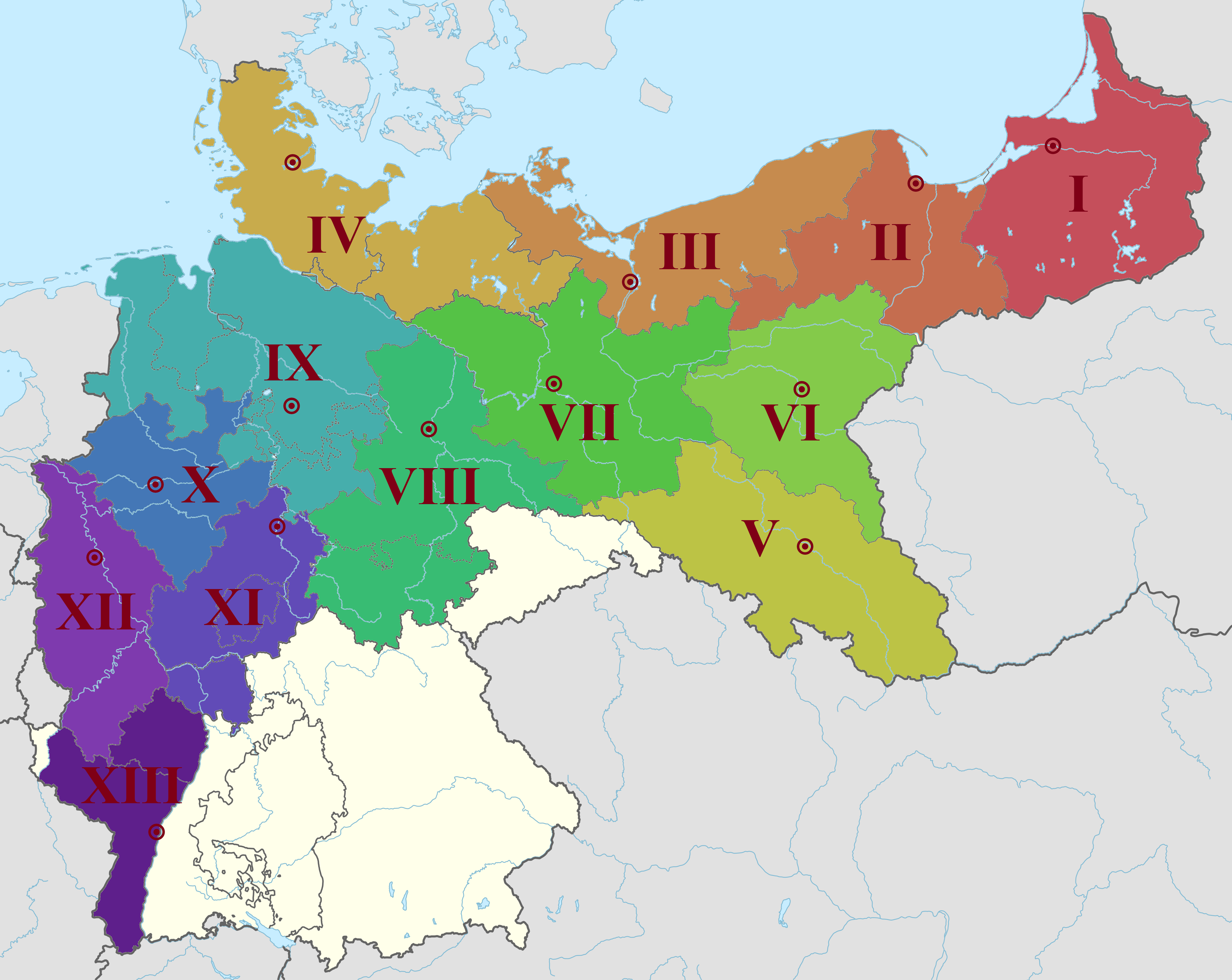
Aufteilung der Hefte – Übersichtskarte mit Lage des jeweiligen Provinzial-Hauptpunktes (Erscheinungsjahr: 1896–1900).

Jedes der ersten zwölf Hefte umfasst das Gebiet einer preußischen Provinz sowie die vom Nivellementsnetz berührten außerpreußischen Landesteile. Heft 13 enthält Elsaß-Lothringen und Verbindungslinien durch die Bayerische Pfalz, Baden und Württemberg. Vorbemerkungen geben für jedes Heft Hinweise zum Verständnis des technischen Inhaltes. Diese Form der Veröffentlichung von Heften als „Nivellements-Ergebnisse“ ab 1896 hat sich gut bewährt, sodass Nachträge zu den alten Bänden und Auszügen nicht mehr herausgegeben wurden.
Gleichwohl werden mit einzelnen Arbeiten zur Wiederherstellung auf den Linienabschnitten und der begonnenen Neumessung des Nivellementnetzes (DHHN12) auch Nachträge zu den Heften erforderlich. Dies geschieht, insbesondere wegen der Auswirkungen des Ersten Weltkrieges, noch bis zum Jahr 1921. Die Benutzung der Höhenzahlen der 13 Hefte der „Nivellements-Ergebnisse“ konnte infolge der zahlreichen Änderungen, Ergänzungen und Nachträge leicht zu Irrtümern führen und verlor rasch an Übersichtlichkeit.
Erst im Jahr 1923 konnte der erste Teil des neu entstehenden Nivellementnetzes im Bezugshorizont DHHN12 unter dem Titel „Die Nivellements von hoher Genauigkeit, Höhen über NN im neuen System der Trigonometrischen Abteilung des Reichamts für Landesaufnahme“ wiederum als Band veröffentlicht werden. Ihm folgte 1927 der zweite Band. Ab 1930 erscheinen dann 34 Hefte mit dem Titel „Ergebnisse der Feineinwägungen“, die jeweils einen preußischen Regierungsbezirk und die angrenzenden oder eingeschlossenen außerpreußischen Landesteile enthalten.

## Nivellements-Festpunkte
Das ursprünglich ab 1868 fast vollständig über Nivellementspfeiler mit eingegossenen Nivellements-Nummernbolzen (N.B.) geführte Nivellementnetz wurde ab 1882 gleichzeitig und bei älteren Linien erst nachträglich durch Höhenmarken in festen Gebäuden dauerhaft stabilisiert.
Die Granitpfeiler mit Nummernbolzen hatten einen Abstand von ca. 2 km während die erst ab 1882 eingesetzten Höhenmarken an Gebäuden in einem Abstand von 10 km eingesetzt wurden.
Als dritten Typ physischer Realisierungen der Festpunkte gab es neben Nummernbolzen und Höhenmarken noch Mauerbolzen in signifikanter Anzahl. Weitere Typen wurden für die Statistik der Dokumentation nicht mehr getrennt behandelt und geschlossen als anderweitige Festpunkte bezeichnet. Hinsichtlich der Wichtigkeit und Sicherheit wurden Höhenmarken und Mauerbolzen als Festpunkte erster Klasse genutzt, nachrangig die als Nummernbolzen realisierten, zweitklassigen Festpunkte.

### Nivellements-Grenzpfeiler
An der damaligen Grenze des Königreich Preußen sind besondere Nivellements-Grenzpfeiler vermarkt worden.
Die nachfolgende Tabelle zeigt die fast 1000 kg schweren Nivellements-Grenzpfeiler, die als Vermarkungsträger für den Höhenfestpunkt im Sinne eines „Grenzübergabepunktes“ gedient haben.
| Nr.  | Beschreibung/Name      | Bemerkung | Geografische Lage            | Foto |
| ---- | ---------------------- | --- | ---------------------------- | --- |
| NL-1 | (NL): Nieuweschans     | Niederländischer Nivellements-Grenzpfeiler NL 8D026 (Messungsjahr 1876) an der Grenze Niederlande-Preußen. Der aus historischer Sicht bedeutende Punkt (Messungen zur Übertragung der Höhe des Amsterdamer Pegels auf den preußischen Normalhöhenpunkt 1879) liegt nach Straßenausbau jetzt unzugänglich auf dem Mittelstreifen der niederländischen Autobahn (Rijksweg 7). | 53° 10′ 49″ N, 7° 13′ 38″ O  | Nivellements-Grenzpfeiler NL-1 (8D026) |
| 1856 | (DE): Bunderneuland    | Nivellements-Grenzpfeiler 1856 (Messungsjahr 1875) an der Grenze Preußen-Niederlande. Der Punkt ist wegen Straßenverbreiterung und Neubau der Zollhäuser Ende 1938 auf eine nah gelegene Verkehrsinsel am Abfertigungshäuschen verlegt worden. Im Jahr 1954 wurde der Grenzpfeiler entfernt und zu einer Unterirdischen Festlegung umgearbeitet, die im September 1956 südlich von Dörpen eingebracht wurde. | 53° 10′ 50″ N, 7° 13′ 41″ O  | Punkt entfernt. |
| 3601 | (DE): Reichenbach      | Nivellements-Grenzpfeiler 3601 (Messungsjahr 1880) an der ehemaligen Grenze Preußen-Sachsen. | 51° 8′ 7″ N, 14° 46′ 27″ O   | Punkt fehlt. |
| 3679 | (DE): Wainsdorf        | Nivellements-Grenzpfeiler 3679 (Messungsjahr 1884) an der ehemaligen Grenze Preußen-Sachsen. | 51° 24′ 14″ N, 13° 30′ 0″ O  | Nivellements-Grenzpfeiler 3679 |
| 3712 | (DE): Gordemitz        | Nivellements-Grenzpfeiler 3712 (Messungsjahr 1883) an der ehemaligen Grenze Preußen-Sachsen. | 51° 24′ 10″ N, 12° 31′ 50″ O | Nivellements-Grenzpfeiler 3712 |
| 3799 | (DE): Modelwitz        | Nivellements-Grenzpfeiler 3799 (Messungsjahr 1884) an der ehemaligen Grenze Preußen-Sachsen. Der Höhenfestpunkt wurde in seinem alten Standort beseitigt und liegt jetzt etwa 50 m entfernt als Prellstein am Parkplatz eines Privatgrundstücks (neuer Ablageplatz: Koordinaten: 51.386228 12.256760) | 51° 23′ 10″ N, 12° 15′ 22″ O | Nivellements-Grenzpfeiler 3799 |
| 3825 | (DE): Döhlen           | Nivellements-Grenzpfeiler 3825 (Messungsjahr 1884) an der ehemaligen Grenze Preußen-Sachsen. | 51° 17′ 11″ N, 12° 11′ 26″ O | Nivellements-Grenzpfeiler 3825 |
| 4420 | (PL): Wilhelmsbrück    | Nivellements-Grenzpfeiler 4420 (Messungsjahr 1879) an der ehemaligen Grenze Preußen-Russland. (pol. Wieruszów) | 51° 17′ 51″ N, 18° 8′ 37″ O  | Bild gesucht Der Benutzer Ulrich Kulle ( Diskussion ) wünscht sich an dieser Stelle ein Bild vom Ort mit diesen Koordinaten 51.2975 18.143611111111 . Motiv: Nivellements-Grenzpfeiler Falls du dabei helfen möchtest, erklärt die Anleitung , wie das geht. BW         |
| 4711 | (PL): Slupna           | Nivellements-Grenzpfeiler 4711 (Messungsjahr 1879) an der ehemaligen Grenze Preußen-Österreich-Russland. (pol. Słupna) Punkt eventuell an der stillgelegten Bahntrasse vorhanden? | 50° 13′ 46″ N, 19° 9′ 19″ O  | nicht geklärt! |
| 4720 | (PL): Zabrzeg          | Nivellements-Grenzpfeiler 4720 (Messungsjahr 1879) an der ehemaligen Grenze Preußen-Österreich. (pol. Bieruń Nowy) | 50° 3′ 55″ N, 19° 11′ 30″ O  | Punkt fehlt. |
| 4801 | (PL): Liebau           | Nivellements-Grenzpfeiler 4801 (Messungsjahr 1880) an der ehemaligen Grenze Preußen-Österreich. | 50° 41′ 11″ N, 15° 59′ 0″ O  | Bild gesucht Der Benutzer Ulrich Kulle ( Diskussion ) wünscht sich an dieser Stelle ein Bild vom Ort mit diesen Koordinaten 50.686388888889 15.983333333333 . Motiv: Nivellements-Grenzpfeiler Falls du dabei helfen möchtest, erklärt die Anleitung , wie das geht. BW |
| 4862 | (PL): Schlaney         | Nivellements-Grenzpfeiler 4862 (Messungsjahr 1880) an der ehemaligen Grenze Preußen-Österreich (Messungsjahr 1880). (pol. Słone (Kudowa-Zdrój)) Punkt eventuell im alten Straßenverlauf hinter der Raststätte vorhanden? | 50° 25′ 50″ N, 16° 11′ 50″ O | nicht geklärt! |
| 4884 | (PL): Bobischau        | Nivellements-Grenzpfeiler 4884 (Messungsjahr 1880) an der ehemaligen Grenze Preußen-Österreich. (pol. Boboszów) | 50° 5′ 47″ N, 16° 42′ 17″ O  | Punkt fehlt. |
| 5000 | (PL): Oderberg         | Nivellements-Grenzpfeiler 5000 (Messungsjahr 1880) an der ehemaligen Grenze Preußen-Österreich. besser: Preußisch Oderberg (pol. Chałupki (Krzyżanowice)) | 49° 55′ 15″ N, 18° 19′ 32″ O | Punkt fehlt. |
| 5013 | (DE): Frensdorferhaar  | Nivellements-Grenzpfeiler 5013 (Messungsjahr 1875) an der Grenze Preußen-Niederlande. Der Punkt ist nicht mehr vorhanden. | 52° 24′ 12″ N, 7° 2′ 8″ O    | Punkt fehlt. |
| 5870 | (DE): Elten            | Nivellements-Grenzpfeiler 5870 (Messungsjahr 1875) an der Grenze Preußen-Niederlande. | 51° 54′ 2″ N, 6° 8′ 1″ O     | Bild gesucht Der Benutzer Ulrich Kulle ( Diskussion ) wünscht sich an dieser Stelle ein Bild vom Ort mit diesen Koordinaten 51.900555555556 6.1336111111111 . Motiv: Nivellements-Grenzpfeiler Falls du dabei helfen möchtest, erklärt die Anleitung , wie das geht. BW |
| 5873 | (DE): Dammerbruch      | Nivellements-Grenzpfeiler 5873 (Messungsjahr 1878) an der Grenze Preußen-Niederlande. Der Höhenfestpunkt wurde vom ehemaligen Landesvermessungsamt Nordrhein-Westfalen in seinem alten Standort sachgerecht entfernt und steht seit vielen Jahren zur Ansicht am Rand des Behördenparkplatzes in Bonn-Bad Godesberg (neuer Standort: Koordinaten: 50.67548222 7.15816758). | 51° 24′ 3″ N, 6° 12′ 41″ O   | Nivellements-Grenzpfeiler 5873 |
| 5881 | (BE): Eupen            | Nivellements-Grenzpfeiler 5881 (Messungsjahr 1878) an der ehemaligen Grenze Preußen-Belgien. | 50° 37′ 57″ N, 6° 0′ 34″ O   | Nivellements-Grenzpfeiler 5881 |
| 6533 | (FR): Kiffis           | Nivellements-Grenzpfeiler 6533 (Messungsjahr 1881) an der ehemaligen Grenze Preußen-Schweiz bei Kiffis. | 47° 26′ 28″ N, 7° 19′ 39″ O  | Punkt vorhanden. |
| 6534 | (FR): St. Ludwig       | Nivellements-Grenzpfeiler 6534 (Messungsjahr 1881) an der ehemaligen Grenze Preußen-Schweiz bei Saint-Louis (Haut-Rhin). | 47° 34′ 38″ N, 7° 34′ 19″ O  | nicht geklärt! |
| 6565 | (DE): Kahl             | Nivellements-Grenzpfeiler 6565 (Messungsjahr 1881) an der ehemaligen Grenze Preußen-Bayern. | 50° 5′ 37″ N, 8° 59′ 55″ O   | nicht geklärt! |
| 6620 | (DE): Bretten          | Nivellements-Grenzpfeiler 6620 (Messungsjahr 1881) an der ehemaligen Grenze Baden-Württemberg. Die Messung der Linie durch das Großherzogtum Baden erfolgte durch die preußische Landesaufnahme. | 49° 1′ 34″ N, 8° 43′ 57″ O   | nicht geklärt! |
| 6649 | (DE): Alexanderschanze | Nivellements-Grenzpfeiler 6649 (Messungsjahr 1881) an der ehemaligen Grenze Baden-Württemberg. Die Messung der Linie durch das Großherzogtum Baden erfolgte durch die preußische Landesaufnahme. | 48° 28′ 45″ N, 8° 16′ 30″ O  | nicht geklärt! |
| 6950 | (DE): Obersiemau       | Nivellements-Grenzpfeiler 6950 (Messungsjahr 1885) an der ehemaligen Grenze Preußen-Bayern. Der Vermarkungsträger aus Granit ist noch vorhanden. Der Höhenfestpunkt aus Gusseisen wurde vor vielen Jahren abgeschlagen und die Achse ist noch an den Roststellen erkennbar. Auch ein später etwa 10 cm tiefer in einem Bohrloch eingesetzter Punkt fehlt. | 50° 11′ 9″ N, 11° 0′ 6″ O    | Nivellements-Grenzpfeiler 6950 |
| 7034 | (FR): Alt-Breisach     | Nivellements-Grenzpfeiler 7034 (Messungsjahr 1881) an der ehemaligen Grenze Preußen-Baden. | 48° 1′ 30″ N, 7° 34′ 30″ O   | Punkt vorhanden. |
| 7035 | (FR): Eichwald         | Nivellements-Grenzpfeiler 7035 (Messungsjahr 1881) an der ehemaligen Grenze Preußen-Baden. | 47° 49′ 6″ N, 7° 32′ 31″ O   | nicht geklärt! |
| 7036 | (FR): Hüningen         | Nivellements-Grenzpfeiler 7036 (Messungsjahr 1881) an der ehemaligen Grenze Preußen-Baden bei Huningue. | 47° 35′ 30″ N, 7° 35′ 16″ O  | nicht geklärt! |
| 7044 | (PL): Peterwitz        | Nivellements-Grenzpfeiler 7044 (Messungsjahr 1882) an der ehemaligen Grenze Preußen-Österreich. (pol. Pietrowice) | 50° 7′ 1″ N, 17° 41′ 38″ O   | Punkt fehlt. |
| 7368 | (PL): Ottlotschin      | Nivellements-Grenzpfeiler 7368 (Messungsjahr 1885) an der ehemaligen Grenze Preußen-Russland. (poln. Ottłoczin) Damals am Fuße der Böschung vor dem Bahnwärterhause Nr. 228, 400 m von der russischen Grenze. | 52° 54′ 3″ N, 18° 41′ 23″ O  | nicht geklärt! |
| 7381 | (LT): Nimmersatt       | Nivellements-Grenzpfeiler 7381 (Messungsjahr 1888) an der ehemaligen Grenze Preußen-Russland. (lit. Nemirseta) Damals 175 m nördlich vom Nebenzollamt zu Nimmersatt und 29 m vor der Landesgrenze. | 55° 53′ 34″ N, 21° 3′ 42″ O  | nicht geklärt! |
| 7596 | (PL): Napierken        | Nivellements-Grenzpfeiler 7596 (Messungsjahr 1887) an der ehemaligen Grenze Preußen-Russland. (poln. Napierki) | 53° 13′ 19″ N, 20° 25′ 25″ O | nicht geklärt! |
| 7874 | (LT): Laugszargen      | Nivellements-Grenzpfeiler 7874 (Messungsjahr 1888) an der ehemaligen Grenze Preußen-Russland. (lit. Lauksargiai) Der Punkt wurde 10,9 km südwestlich von seinem ursprünglichen Standort ungefähr im Jahr 1990 auf einem Privatgrundstück aufgestellt und ist für die Öffentlichkeit nicht zugänglich. (ungefährer neuer Standort: Koordinaten: 55.166, 22.042) | 55° 13′ 8″ N, 22° 11′ 4″ O   | Punkt verlegt! |
| 7945 | (RU): Eydtkuhnen       | Nivellements-Grenzpfeiler 7945 (Messungsjahr 1888) an der ehemaligen Grenze Preußen-Russland. (russ. Tschernyschewskoje) Damals an der Straßenseite des Nebenzollamtes I in Eydtkuhnen, vor der Ostecke. | 54° 38′ 27″ N, 22° 44′ 39″ O | nicht geklärt! |
| 8102 | (PL): Prostken         | Nivellements-Grenzpfeiler 8102 an der ehemaligen Grenze Preußen-Russland (Messungsjahr 1888). (poln. Prostki) | 53° 41′ 25″ N, 22° 26′ 51″ O | nicht geklärt! |
| 8588 | (DK): Raahede          | Nivellements-Grenzpfeiler 8588 (Messungsjahr 1889) an der ehemaligen Grenze Preußen-Dänemark. (dän. Hviding). | 55° 16′ 37″ N, 8° 43′ 48″ O  | Nivellements-Grenzpfeiler 8588 |
| 8609 | (DK): Taarning         | Nivellements-Grenzpfeiler 8609 (Messungsjahr 1889) an der ehemaligen Grenze Preußen-Dänemark. Der Punkt liegt nördlich von Christiansfeld. | 55° 22′ 43″ N, 9° 28′ 52″ O  | Nivellements-Grenzpfeiler 8609 |
| 8632 | (DK): Foldingbro       | Nivellements-Grenzpfeiler 8632 (Messungsjahr 1889) an der ehemaligen Grenze Preußen-Dänemark. | 55° 26′ 21″ N, 8° 59′ 47″ O  | Nivellements-Grenzpfeiler 8632 |
| 8647 | (FR): Altmünsterol     | Nivellements-Grenzpfeiler 8647 (Messungsjahr 1891) an der ehemaligen Grenze Preußen-Frankreich bei Altmünsterol. | 47° 36′ 36″ N, 7° 0′ 30″ O   | nicht geklärt! |
| 8652 | (FR): Avricourt        | Nivellements-Grenzpfeiler 8652 (Messungsjahr 1891) an der ehemaligen Grenze Preußen-Frankreich bei Avricourt (Moselle). | 48° 38′ 51″ N, 6° 48′ 21″ O  | Punkt vorhanden. |
| 8661 | (FR): Novéaut          | Nivellements-Grenzpfeiler 8661 (Messungsjahr 1891) an der ehemaligen Grenze Preußen-Frankreich bei Novéant-sur-Moselle. | 49° 0′ 53″ N, 6° 2′ 37″ O    | nicht geklärt! |
| 8690 | (BE): Maldingen        | Nivellements-Grenzpfeiler 8690 (Messungsjahr 1892) an der ehemaligen Grenze Preußen-Belgien bei Maldingen. Der Punkt wurde 0,77 km nordöstlich von seinem ursprünglichen Standort am alten Zollhaus vom Eigentümer gefunden und auf dem benachbarten Privatgrundstück aufgestellt. Der historische Punkt ist am neuen Standort für die Öffentlichkeit nicht zugänglich. Das ehemalige Zollhaus wurde nach der Ratifizierung des Versailler Vertrages vom belgischen Staat an Privat verkauft. Der Nivellements-Grenzpfeiler wurde wahrscheinlich in der Zeit um 1920 schon am alten Zollhaus deponiert, als das Gebiet an Belgien angegliedert wurde. (neuer Standort: Koordinaten: 50.229145, 6.022469) | 50° 13′ 35″ N, 6° 0′ 46″ O   | Nivellements-Grenzpfeiler 8690 |

### Provinzial-Hauptpunkte
Ein bestimmter Festpunkt im Bereich eines jeden Heftes der „Nivellements-Ergebnisse“ galt als Provinzial-Hauptpunkt, der eine wesentliche Festlegungsmarke für den Bezugshorizont darstellte. Die Provinzial-Hauptpunkte sind meist durch den Anschluss an mehrere Knotenpunkte einer kleinen örtlichen Schleife gesichert und dienen als fundamentaler Kontrollpunkt für alle Höhenfestpunkt der preußischen Provinz. Der Normalhöhenpunkt 1879 bildete für das Gebiet der Provinz Brandenburg auch den Provinzial-Hauptpunkt.
Die nachfolgende Tabelle zeigt die heutigen oder auch historischen Ansichten der Gebäude, die als Vermarkungsträger für die Höhenmarke des Provinzial-Hauptpunktes gedient haben. Viele dieser Punkte werden auch noch heute nach fast 150 Jahren mit inzwischen aktualisierten Höhen über Normalhöhennull als Höhenfestpunkt genutzt.
| Heft | Beschreibung/Name    | Bemerkung | Geografische Lage            | Foto |
| ---- | -------------------- | --- | ---------------------------- | ---- |
| 01   | Königsberg (Preußen) | Königsberg (heute: Kaliningrad in Russland), Haberberger Kirche, Turm, Höhenmarke. Die Kirche und die Höhenmarke sind zerstört (1944 durch Kriegseinwirkung, Reste der Kirche etwa 1960 abgerissen) | 54° 41′ 47″ N, 20° 30′ 7″ O  |      |
| 02   | Danzig               | Danzig (heute: Gdansk in Polen), Marienkirche, Turm, Höhenmarke. Die Höhenmarke ist vorhanden. | 54° 21′ 0″ N, 18° 39′ 8″ O   |      |
| 03   | Stettin              | Stettin (heute: Szczecin in Polen), Königliches Schloss, Uhrturm, Höhenmarke. | 53° 25′ 34″ N, 14° 33′ 37″ O |      |
| 04   | Schleswig            | Schleswig, Schloss Gottorf, Südseite, Höhenmarke. Die Höhenmarke ist vorhanden. | 54° 30′ 42″ N, 9° 32′ 29″ O  |      |
| 05   | Breslau              | Breslau (heute: Wrocław in Polen), Elisabethkirche, Turm, Höhenmarke. Die Höhenmarke ist vorhanden.                                                                                                 | 51° 6′ 41″ N, 17° 1′ 48″ O   |      |
| 06   | Posen                | Posen (heute: Poznań in Polen), Paulikirche, Strebepfeiler der Südwestecke, Höhenmarke. Die Höhenmarke ist vorhanden.                                                                               | 52° 24′ 33″ N, 16° 55′ 14″ O |      |
| 07   | Berlin               | Berlin, Sternwarte, Normalhöhenpunkt 1879. Die Sternwarte und der Normalhöhenpunkt sind zerstört (1913 abgerissen).                                                                                 | 52° 30′ 12″ N, 13° 23′ 35″ O |      |
| 08   | Magdeburg            | Magdeburg, Dom, nördlicher Turm, Westseite, Höhenmarke. Die Höhenmarke ist vorhanden. | 52° 7′ 30″ N, 11° 38′ 2″ O   |      |
| 09   | Hannover             | Hannover, Aegidienkirche, Turm, Höhenmarke. Die Höhenmarke ist vorhanden. | 52° 22′ 10″ N, 9° 44′ 20″ O  |      |
| 10   | Hamm                 | Hamm, Große ev. Kirche, Turm, Westseite, Höhenmarke. Die Höhenmarke ist zerstört (Turmmauerwerk saniert).                                                                                           | 51° 40′ 53″ N, 7° 49′ 9″ O   |      |
| 11   | Kassel               | Kassel, Regierungsgebäude, Westseite, Höhenmarke. Das Regierungsgebäude und die Höhenmarke sind zerstört (1943 durch Kriegseinwirkung).                                                             | 51° 18′ 49″ N, 9° 30′ 9″ O   |      |
| 12   | Köln                 | Köln, Dom, südl. Teil des Querschiffs, Westseite, Höhenmarke. Die Höhenmarke ist vorhanden. | 50° 56′ 27″ N, 6° 57′ 29″ O  |      |
| 13   | Straßburg            | Straßburg, Münster, Hauptportal, Nordseite, Höhenmarke. Die Höhenmarke ist vorhanden. | 48° 34′ 54″ N, 7° 45′ 1″ O   |      |